# Solemnitat de Sant Pere i Sant Pau
La Festa de Sant Pere i Sant Pau o Solemnitat de Sant Pere i Sant Pau és una festa litúrgica en honor del martiri a Roma dels apòstols Pere i Pau, i se celebra el 29 de juny. La celebració té un origen antic, la data assenyalada seria l'aniversari de o bé de la seva mort o bé del trasllat de les seves relíquies.

## Cristianisme oriental
Per al ortodoxos i alguns cristians catòlics orientals, aquesta festa també marca el final de la Festa dels Apòstols (que comença el dilluns següent al diumenge de Tots Sants, és a dir, el segon dilluns després de Pentecosta). Es considera un dia d'assistència recomanada, on s'haurà d'assistir a la vigília de tota la nit (o almenys Vespres) a la vespra i la Divina Litúrgia el matí de la festa (no hi ha, però, "Dies d'Obligació" a l'Església oriental). Per als que segueixen el calendari tradicional julià, el 29 de juny cau al calendari gregorià al 12 de juliol.
En la tradició ortodoxa russa, el miracle dels rats de Macario d'Unzha es diu que va passar durant el dejuni de la festa dels Apòstols i la festa dels Sants Pere i Pau que el seguia.

## Tradició catòlica romana
Al calendari general romà, la celebració és una solemnitat. En edicions anteriors, estava classificada com un Doble (calendari tridentí), Doble de la primera classe (per exemple, el calendari general romà de 1954) o Festa de primera classe (calendari romà general de 1960). Abans de les reformes litúrgiques del papa Pius XII, aquesta festa va ser seguida per una octava comuna .
És un dia sant d'obligació a l'Església llatina, encara que les conferències individuals dels bisbes poden suprimir l'obligació. A Anglaterra, Escòcia i Gal·les, la festa s'observa com un dia de festa obligatòria mentre als Estats Units i al Canadà no ho és. A Malta es tracta d'una festa pública i en maltès és coneguda com a L-Imnarja.
En aquesta festa, els arquebisbes metropolitans de nova creació reben del papa el símbol principal del seu càrrec, el pal·li.

## Tradició ortodoxia oriental
L'Església Ortodoxa Copta i l'Església Ortodoxa Etíop també se celebren el dia 5 d'Epip, que també és el final de la festa dels apòstols.

## Importància ecumènica
En les últimes dècades, aquesta festa, juntament amb la de sant Andreu, ha tingut una importància per al moviment ecumènic modern com una ocasió en què el Papa i el patriarca de Constantinoble s'han oficiat en serveis destinats a apropar les seves dues esglésies a la intercomunió. Aquest va ser especialment el cas durant el pontificat del Papa Joan Pau II, tal com es reflecteix en la seva encíclica Ut unum sint.

## Entre els Doukhobors
Encara que els doukhobors canadencs no veneren sants, la Festa de Sant Pere i Sant Pau ha estat tradicionalment un dia de celebració per a ells. Des de 1895, ha adquirit un nou significat com a commemoració de la "Crema de les Armes", la destrucció de les armes per part de Doukhobors, com a símbol de la seva negativa a participar en assassinats patrocinats pel govern. Se celebren ara pels seus descendents com simplement "Dia de Pere" (rus: Petro den), De vegades anomenat "Dia de la Pau Doukhobor".